# Calle 49 (línea Broadway)
La Calle 49  es una estación en la línea Broadway del Metro de Nueva York de la B del Brooklyn–Manhattan Transit Corporation. La estación se encuentra localizada en Midtown Manhattan, Manhattan entre la Calle 49 Oeste y la Séptima Avenida. La estación es servida en varios horarios por los trenes del Servicio ,  y .